# Duchy Football League
Duchy Football League, kallad Cornwall Airport Newquay Duchy Football League eller bara Cornwall Airport Newquay League av sponsorskäl, är en fotbollsliga i England, grundad 1965. Ligan består främst av klubbar från östra Cornwall, men även från västra Devon.
Ligan bildades genom en sammanslagning av Liskeard & District Football League och St Austell & District Football League. Från början hade ligan 20 klubbar. Senare upptogs även Bodmin & District Football League.
Ligan har sedan 2019 fyra divisioner, Premier Division, Division One, Division Two och Division Three, varav toppdivisionen Premier Division ligger på nivå 13 i det engelska ligasystemet. Ligan har också två egna cuper.
En klubb i Premier Division kan flyttas upp till East Cornwall Premier League (nivå 12). Inom Duchy Football League flyttas två klubbar upp och upp till tre klubbar ned mellan varje division.

## Mästare
–2002/03: Ingen uppgift

### 2003–2017
| Säsong   | Premier Division             | Division One               | Division Two                  | Division Three               | Division Four                | Division Five                |
| -------- | ---------------------------- | -------------------------- | ----------------------------- | ---------------------------- | ---------------------------- | ---------------------------- |
| 2003/04* | Biscovey                     | St Austell                 | Nanpean                       | Dobwalls                     | Edgcumbe                     | Looe                         |
| 2004/05* | Polperro                     | Lanreath                   | Lamerton                      | Edgcumbe                     | St Mawgans reservlag         | Holywell Bay/Cubert Athletic |
| 2005/06* | St Columb Major              | Lamerton                   | Edgcumbe                      | Lanivet                      | Holywell Bay/Cubert Athletic | Week St Mary                 |
| 2006/07* | Bere Alston United           | St Stephens Borough        | Looe                          | Holywell Bay/Cubert Athletic | Lostwithiel                  | Stratton United              |
| 2007/08* | St Stephens Borough          | Looe Town                  | St Cleer                      | Bodmin Saints                | Gorran                       | St Austell                   |
| 2008/09* | Edgcumbe                     | St Cleer                   | Bodmin Saints                 | Looe Town                    | St Austell                   | Perranporth                  |
| 2009/10  | St Teath                     | Altarnun                   | St Newlyn East                | St Austell                   | Gerrans & St Mawes United    | Charlestown Saints           |
| 2010/11  | Torpoint Athletics tredjelag | Calstock                   | St Austell                    | Stickers reservlag           | North Petherwin              | Lanivet Inn                  |
| 2011/12  | Fowey United                 | St Austell                 | Biscovey                      | North Petherwin              | LC Phoenix                   | St Cleers reservlag          |
| 2012/13  | St Austell                   | Pensilvas reservlag        | Padstow United                | St Minver                    | North Hill                   | Veryan                       |
| 2013/14  | Pensilvas reservlag          | St Dominicks reservlag     | Foxhole Stars reservlag       | Callington Towns tredjelag   | Veryan                       | St Merryn                    |
| 2014/15  | Padstow United               | Foxhole Stars              | Callington Towns tredjelag    | Veryan                       | Mevagisseys reservlag        | Kilkhampton                  |
| 2015/16  | Looe Towns reservlag         | Callington Towns tredjelag | Veryan                        | Tregrehan Mills              | Pensilvas reservlag          | Foxhole Stars reservlag      |
| 2016/17  | St Minver                    | St Dennis reservlag        | Godolphin Atlantics reservlag | St Minvers reservlag         | Dobwalls reservlag           | Lamerton Community           |

### 2017–2019
| Säsong  | Premier Division | Division One    | Division Two    | Division Three      | Division Four       |
| ------- | ---------------- | --------------- | --------------- | ------------------- | ------------------- |
| 2017/18 | St Stephen       | St Newlyn East  | Stoke Climsland | Lamerton Community  | Polperros reservlag |
| 2018/19 | Foxhole Stars    | Stoke Climsland | Altarnon        | Polperros reservlag | Nanpean Rovers      |

### 2019–
| Säsong  | Premier Division | Division One | Division Two | Division Three |
| ------- | ---------------- | ------------ | ------------ | -------------- |
| 2019/20 |                  |              |              |                |

Fler än vad som angetts ovan var med säkerhet reservlag